# Saint-Saturnin (Sarthe)
Saint-Saturnin ist eine französische Gemeinde mit 2.773 Einwohnern (Stand: 1. Januar 2022) im Département Sarthe in der Region Pays de la Loire; sie gehört zum Arrondissement Le Mans und zum Kanton Le Mans-2. Die Einwohner werden Saint-Sanyens genannt.

## Geographie
Saint-Saturnin liegt an der Sarthe, etwa sechs Kilometer nordnordwestlich von Le Mans. Umgeben wird Saint-Saturnin von den Nachbargemeinden La Bazoge im Norden, Neuville-sur-Sarthe im Osten, Saint-Pavace im Südosten, La Chapelle-Saint-Aubin im Süden sowie La Milesse im Westen.
In der Gemeinde liegt das Autobahndreieck der Autoroute A11 mit der Autoroute A28.

## Bevölkerungsentwicklung
| 1962 | 1968 | 1975 | 1982 | 1990 | 1999 | 2006 | 2012 | 2018 |
| ---- | ---- | ---- | ---- | ---- | ---- | ---- | ---- | ---- |
| 497  | 592  | 849  | 1206 | 1697 | 1995 | 2236 | 2516 | 2560 |

## Sehenswürdigkeiten
- Kirche Saint-Saturnin mit Jungfrauenstatue (Monument historique)
- Kapelle Les Étrichets aus dem 14. und 17. Jahrhundert, Monument historique seit 1978